# Championnat de la Martinique de football 2014-2015
Navigation
Saison précédente Saison suivante
La saison 2014-2015 du Championnat de la Martinique de football est la quatre-vingt-seizième édition de la première division en Martinique, nommée Régionale 1. Les quatorze formations de l'élite sont réunies au sein d'une poule unique où elles s'affrontent deux fois au cours de la saison. Les trois derniers du classement sont relégués et remplacés par les trois meilleurs clubs de Régionale 2 à l'issue de la saison.
C'est le Golden Lion de Saint-Joseph qui est sacré cette saison après avoir terminé en tête du classement final, avec neuf points d'avance sur le double tenant du titre, le Club franciscain et douze sur le Club Colonial de Fort-de-France. Il s’agit du tout premier titre de champion de Martinique de l'histoire du club.

## Qualifications régionales
Les quatre premiers du championnat se qualifient pour la Ligue Antilles 2016.

## Les clubs participants
- Club franciscain
- CS Bélimois
- Club sportif Case-Pilote - Promu de Régionale 2
- Union sportive du Robert
- Club Colonial de Fort-de-France
- Racing Club de Rivière-Pilote
- Aiglon du Lamentin
- L'Essor-Préchotain
- Golden Star de Fort-de-France
- Émulation Schoelcher - Promu de Régionale 2
- Golden Lion de Saint-Joseph
- Samaritaine de Sainte-Marie
- US Marinoise
- Réal de Tartane - Promu de Régionale 2

## Compétition
Le barème de points servant à établir le classement se décompose ainsi :
- Victoire : 4 points
- Match nul : 2 points
- Défaite : 1 point

### Classement
| Rang | Équipe                             | Pts | J  | G  | N | P  | Bp | Bc  | Diff |
| ---- | ---------------------------------- | --- | -- | -- | - | -- | -- | --- | ---- |
| 1    | Golden Lion de Saint-Joseph        | 94  | 26 | 22 | 2 | 2  | 82 | 16  | +66  |
| 2    | Club franciscain'T'C               | 85  | 26 | 18 | 5 | 3  | 68 | 24  | +44  |
| 3    | Club Colonial de Fort-de-France -1 | 82  | 26 | 18 | 3 | 5  | 54 | 18  | +36  |
| 4    | Aiglon du Lamentin                 | 71  | 26 | 13 | 6 | 7  | 39 | 25  | +14  |
| 5    | Golden Star de Fort-de-France      | 66  | 26 | 11 | 7 | 8  | 50 | 27  | +23  |
| 6    | Racing Club de Rivière-Pilote      | 66  | 26 | 11 | 7 | 8  | 39 | 23  | +16  |
| 7    | Club sportif Case-PiloteP          | 62  | 26 | 10 | 6 | 10 | 38 | 46  | -8   |
| 8    | L'Essor-Préchotain                 | 62  | 26 | 11 | 3 | 12 | 46 | 33  | +13  |
| 9    | Émulation SchoelcherP              | 59  | 26 | 8  | 9 | 9  | 33 | 28  | +5   |
| 10   | Samaritaine de Sainte-Marie -3     | 57  | 26 | 9  | 7 | 10 | 55 | 38  | +17  |
| 11   | US Marinoise                       | 50  | 26 | 5  | 9 | 12 | 21 | 31  | -10  |
| 12   | Union sportive du Robert           | 49  | 26 | 5  | 8 | 13 | 30 | 51  | -21  |
| 13   | Réal de TartaneP                   | 40  | 26 | 4  | 2 | 20 | 27 | 87  | -60  |
| 14   | CS Bélimois                        | 26  | 26 | 0  | 0 | 26 | 14 | 149 | -135 |

|  | Qualification pour la Ligue Antilles 2016                                               |
|  | Relégation en deuxième division                                                         |
|  | T : Tenant du titre C : Vainqueur de la Coupe de la Martinique P : Promu de Régionale 2 |

## Bilan de la saison
| Championnat de la Martinique de football 2014-2015 |                                         |
| Champion                                           | Golden Lion de Saint-Joseph (1er titre) |
| Coupes et trophées                                 |                                         |
| Vainqueur de la Coupe de la Martinique 2014-2015   | Club franciscain                        |
| Qualifications continentales                       |                                         |
| Ligue Antilles 2016                                | Golden Lion de Saint-Joseph             |
| Ligue Antilles 2016                                | Club franciscain                        |
| Ligue Antilles 2016                                | Club Colonial de Fort-de-France         |
| Ligue Antilles 2016                                | Aiglon du Lamentin                      |
| Promotions et relégations                          |                                         |
| Promus en Régionale 1                              | Good Luck de Fort-de-France             |
| Promus en Régionale 1                              | Excelsior Schoelcher                    |
| Promus en Régionale 1                              | New Star Ducos                          |
| Relégués en Régionale 2                            | Union sportive du Robert                |
| Relégués en Régionale 2                            | Réal de Tartane                         |
| Relégués en Régionale 2                            | CS Bélimois                             |